# Домінго Техера
Домінго Техера (ісп. Domingo Tejera; 22 липня 1899, Монтевідео, Уругвай — 30 червня 1969, там же) — уругвайський футболіст, захисник. Виступав за національну команду Уругваю.
У складі збірної — чемпіон світу 1930, олімпійський чемпіон 1928 та дворазовий переможець чемпіонату Південної Америки. 

## Клубна кар'єра
У дорослому футболі дебютував 1919 року виступами за клуб другого дивізіону «Монтевідео Вондерерс». Кольори цїєх команди захищав протягом усієї своєї кар'єри гравця, що тривала чотирнадцять років. У складі клубу виграв два чемпіонати Уругваю. В 1923 році виграв турнір під егідою ФУФ (Федерації уругвайського футболу), який зараз вважається неофіційним. Перемога в чемпіонаті 1931 року стала для «Вондерерс» останньою в історії клубу.

## Виступи за збірну
1922 року дебютував в офіційних матчах у складі збірної Уругваю. Протягом кар'єри у національній команді, яка тривала 11 років, провів 20 матчів.
На Олімпійських іграх 1928 року виграв золоту нагороду (резерв).
На чемпіонаті світу 1930 грав у першому матчі проти команди Перу. В наступних матчах, в парі з Хосе Насассі, грав Ернесто Маскероні.
У складі збірної був учасником чотирьох чемпіонатів Південної Америки. На переможних для Уругваю турнірах 1920 та 1926 років у Чилі перебував у резерві команди. Як гравець основного складу грав у Бразилії (1922, третє місце) та Перу (1927, віце-чемпіон).
Помер 30 червня 1969 року на 70-му році життя у місті Монтевідео.

## Досягнення
- Чемпіон світу: 1930
- Олімпійський чемпіон: 1928
- Чемпіон Південної Америки: 1920, 1926
- Срібний призер Чемпіонату Південної Америки: 1927
- Бронзовий призер Чемпіонату Південної Америки: 1922
- Чемпіон Уругваю: 1931